# غراهام تورنر
غراهام تورنر (بالإنجليزية: Graham Turner)‏ (5 أكتوبر 1947 في المملكة المتحدة - ) هو مدرب كرة قدم ولاعب كرة قدم بريطاني في مركز الدفاع. لعب مع شروزبري تاون ونادي ريكسهام ونادي تشستر سيتي.

## وصلات خارجية
- غراهام تورنر على موقع قاعدة بيانات كرة القدم.إي يو (الإنجليزية)
- غراهام تورنر على موقع Soccerbase.com (مدرب) (الإنجليزية)